# Buj, Szabolcs-Szatmár-Bereg
Buj  este un sat în districtul Ibrány, județul Szabolcs-Szatmár-Bereg, Ungaria, având o populație de 2.376 de locuitori (2011). 

## Demografie
Componența etnică a satului Buj
     Maghiari (91,2%)
     Romi (8,42%)
     Necunoscut (0,26%)
     Ruși (0,13%)
     Alții (0,26%)
Componența confesională a satului Buj
     Romano-catolici (28,96%)
     Greco-catolici (18,81%)
     Reformați (17,51%)
     Fără religie (15,49%)
     Necunoscută (17,85%)
     Alte religii (1,39%)
Conform recensământului din 2011, satul Buj avea 2.376 de locuitori. Din punct de vedere etnic, majoritatea locuitorilor (91,2%) erau maghiari, cu o minoritate de romi (8,42%). Apartenența etnică nu este cunoscută în cazul a 0,26% din locuitori. Nu există o religie majoritară, locuitorii fiind romano-catolici (28,96%), greco-catolici (18,81%), reformați (17,51%) și persoane fără religie (15,49%). Pentru 17,85% din locuitori nu este cunoscută apartenența confesională.